# Rata de Nova Guinea
La rata de Nova Guinea (Rattus novaeguineae) és una espècie de rosegador de la família dels múrids. És endèmica de la part central de Papua Nova Guinea, on viu a altituds d'entre 740 i 1.520 msnm. Habita els boscos primaris humits tropicals, els boscos secundaris i els herbassars. És una espècie en risc mínim, és a dir, no sembla que hi hagi cap amenaça significativa per a la seva supervivència. El seu nom específic, novaeguineae, significa ‘de Nova Guinea’ en llatí.